# 1815 na literatura

## Nascimentos
| Data          | Nome                     | Profissão                   | Nacionalidade | Observações | Ref |
| ------------- | ------------------------ | --------------------------- | ------------- | ----------- | --- |
| 29 de outubro | Joaquim da Costa Cascais | militar, poeta e dramaturgo | Portugal      | m. 1898     |     |

## Mortes
| Data          | Nome        | Profissão                                               | Nacionalidade             | Observações | Ref   |
| ------------- | ----------- | ------------------------------------------------------- | ------------------------- | ----------- | ----- |
| 2 de dezembro | Jan Potocki | nobre, militar, etnólogo, egiptólogo, linguista e autor | República das Duas Nações | n. 1761     | [ 1 ] |